# ロニー・ローゼンタール
ロニー・ローゼンタール（ヘブライ語: רוני רוזנטל, 1963年10月11日 - ）は、イスラエル・ハイファ出身の元サッカー選手。ポジションはフォワード。

## 経歴
マッカビ・ハイファFCでキャリアをスタートさせると、その後ベルギーに渡り、クラブ・ブルッヘやスタンダール・リエージュでプレーした。その後イングランドへと活躍の場を移し、プレミアリーグのリヴァプールFCやトッテナム・ホットスパーFCなどに所属した。
サッカーイスラエル代表としては60キャップを記録、11ゴールを挙げている。

## 人物
引退後はサッカー選手の代理人やコンサルタントを務めている。
息子のトム・ローゼンタールもサッカー選手である。
リヴァプール時代の1992年にアストン・ヴィラFC戦で犯したシュートミスは2018年のスカイ・スポーツの「プレミアリーグで最も衝撃のミス」という特集においての投票で、フェルナンド・トーレスが2011年にマンチェスター・ユナイテッドFC戦で犯したミスと並んで同率トップに立った。

## タイトル
マッカビ・ハイファ
- プレミアリーグ:2回 (1983-84, 1984-85)
- スーパーカップ:1回 (1985)

クラブ・ブルージュ
- ジュピラー・リーグ:1回 (1987-88)
- スーパーカップ:1回 (1988)

リヴァプール
- リーグ:1回 (1989-90)
- FAカップ:1回 (1991-92)
- チャリティ・シールド:1回 (1990)